# Орден Вука Караџића
Орден Вука Караџића је било одликовање Савезне Републике Југославије и Државне заједнице Србије и Црне Горе у три степена. Орден је установљен 4. децембра 1998. године доношењем Закона о одликовањима СРЈ. Имао је три степена и додељивао се за: „за заслуге у области уметности, просвете и културе“. Додељивао га је председник Републике, а касније председник Државне заједнице СЦГ.

### Изглед и траке одликовања
Орден Вука Караџића првог степена састоји се од звезде, ленте и орденског знака. Звезда ордена израђена је од позлаћеног сребра као стилизована кружна цветна звезда у чијим латицама су на лицу рељефна слова ћириличне азбуке Вукове реформе. У центру звезде аплициран је сребрни кружни медаљон, пречника 30мм, са портретом Вука Караџића, изнад кога је уграђено 13 рубина, а испод портрета налази се рељефни натпис: "Вук Караџић". На наличју звезде налази се позлаћена сребрна игла за качење. Пречник звезде је 68мм. Лента ордена израђена је од црвене моариране свиле са по једном жутом ивичном пругом са стране. Ширина ленте је 100мм, а жуте пруге су ширине 5мм.
Орденски знак је израђен у облику стилизоване кружне звезде чије су цветне латице од позлаћеног сребра. У центру лица орденског знака аплициран је сребрни кружни медаљон, пречника 38мм, са портретом Вука Караџића, изнад кога је уграђено 13 рубина, а испод портрета се налази рељефни натпис: "Вук Караџић". На наличју орденског знака, у сребрном кружном медаљону, налази се натпис: "Знај шта чиниш - чини оно што најбоље знаш", комбинацијом утиснутих и рељефних слова. Око натписа је кружни низ од 24 сребрна бисера. Пречник орденског знака износи 52 111m. Изнад орденског знака налази се кружни ловоров венац од позлаћеног сребра, пречника 25мм, чији средишњи део сачињава отворена сребрна књига. На левој страни књиге налази се утиснут крст са четири оцила, а на десној страни књиге лав у ходу. Ловоров венац је преко патента спојен са орденским знаком и чинн са њим једну целину. У надвишењу ловоровог венца је ушица кроз коју је провучена кружна алка за качење о ленту. Лице и наличје ловоровог венца имају исте детаље. Врпца ордена израђена је од црвене моариране свиле, ширине 36мм, са по једном жутом ивичном пругом, ширине 2мм. На средини врпце налази се позлаћени грб Савезне Републике Југославије, висине 7мм. Звезда Ордена Вука Караџиhа првог степена носи се на левој страни груди, а лента преко груди - са десног рамена ка левом боку.
Орден Вука Караџића другог степена састоји се од звезде и орденског знака. Звезда ордена је по композицији и облику иста као и звезда Ордена Вука Караџића првог степена, али је израђена од сребра. Орденски знак је по композицији, материјалу и облику иста као орденски знак Ордена Вука Караџића првог степена и има орнаментисану ушицу провучену кроз кружну алку на ловоровом венцу. Врпца је израђена од црвене моариране свиле, ширине 36мм, са по једном жутом ивичном пругом, ширине 2мм. На средини врпце налази се посребрен грб Савезне Републике Југославије, висине 7мм. Звезда Ордена Вука Караџића другог степена носи се на левој страни груди, а орденски знак о врату, на траци израђеној од црвене моариране свиле, ширине 36мм, са по једном жутом ивичном пругом, ширине 2мм.
Орден Вука Караџића трећег степена састоји се од орденског знака који је по композицији, материјалу и облику исти као орденски знак Ордена Вука Караџића другог степена и има орнаментисану ушицу провучену кроз кружну алку на ловоровом венцу. Врпца је као код Ордена Вука Караџића другог степена, али нема минијатурни грб Савезне Републике Југославије. Орден Вука Караџиhа трећег степена носи се о врату, на траци која је иста као код Ордена Вука Караџића другог степена.